# Mészáros Sándor (ejtőernyős)
Mészáros Sándor (1953–) magyar ejtőernyős sportoló, hivatásos katona.

## Életpálya
Első ugrását 1972-ben hajtotta végre a dunaújvárosi Kisapostag reptéren. 
1975-1977 között Börgöndön sorkatonaként sajátította el az ejtőernyőzés tudományát.
Végrehajtott ejtőernyős ugrásaim száma 6300 fölött van. Jelenleg is ejtőernyőzik.

## Sporteredmények
Tagja volt a Magyar Honvédség ejtőernyős válogatottjának.

### Magyar bajnokság
- XIII. Magyar Ejtőernyős Nemzeti Bajnokságot 1966-ban rendezték, ahol
  - 1000 méteres csapat célba ugrásban a Ganz-MÁVAG csapatával (Stanek Erzsébet, Tóth, Mazán bronzérmes lett.
- XIV. Magyar Ejtőernyős Nemzeti Bajnokságra 1967. július 23. valamint július 30. között került sor Miskolcon
  - 1000 méteres csapat célba ugrásban a KRK II. csapatával Szabó, Ullaga András, Horváth István ezüstérmes lett,

## Sportvezető
Elnökségi tagja a Magyar Ejtőernyősök Bajtársi Szövetségének. 2005-től a Magyar Repülő Szövetség főtitkára.